# Юзефович, Збигнев
Збигнев Юзефович (пол. Zbigniew Józefowicz; 8 июня 1925 — 24 августа 2016) — польский актёр театра, кино и телевидения, также театральный педагог.

## Биография
Родился в Тарнуве. 
Дебютировал в театре в Познани в 1950 году. Актёрский экзамен сдал экстерном в 1951 году. Актёр театров в Познани и Лодзи. В 1962—1990 годах регулярно выступал в спектаклях «театра телевидения». Преподавал в Киношколе в Лодзи.

## Избранная фильмография
- 1953 — Целлюлоза / Celuloza
- 1954 — Под фригийской звездой / Pod gwiazdą frygijską
- 1955 — Часы надежды / Godziny nadziei
- 1956 — Обломки корабля / Wraki
- 1956 — Загадка старой штольни / Tajemnica dzikiego szybu
- 1958 — Король Матиуш I / Król Maciuś I
- 1961 — Сегодня ночью погибнет город / Dziś w nocy umrze miasto
- 1961 — Два господина N / Dwaj panowie N
- 1962 — Голос с того света / Głos z tamtego świata
- 1963 — Кодовое название «Нектар» / Kryptonim Nektar
- 1963 — Где генерал? / Gdzie jest generał...
- 1964 — Встреча со шпионом / Spotkanie ze szpiegiem
- 1964 — Эхо / Echo
- 1965 — Пепел / Popioły
- 1965 — Лекарство от любви / Lekarstwo na miłość
- 1965 — Капитан Сова идёт по следу / Kapitan Sowa na tropie (только в 7-й серии)
- 1966 — Марыся и Наполеон / Marysia i Napoleon
- 1967 — Где третий король? / Gdzie jest trzeci król?
- 1967 — Вестерплатте / Westerplatte
- 1968 — Плечом к плечу (Направление — Берлин) / Kierunek Berlin
- 1968 — Ставка больше, чем жизнь / Stawka większa niż życie (только в 18-й серии) - советский генерал
- 1969 — Приключения канонира Доласа, или Как я развязал Вторую мировую войну / Jak rozpętałem drugą wojnę światową
- 1970 — Четыре танкиста и собака / Czterej pancerni i pies (только в 13-й серии)
- 1970 — Паром / Prom
- 1970 — Приключения пса Цивиля / Przygody psa Cywila (только в 6-й серии)
- 1972 — Секс-подростки / Seksolatki
- 1973 — Профессор на дороге / Profesor na drodze
- 1974 — Самый важный день жизни / Najważniejszy dzień życia
- 1974 — Победа / Zwycięstwo
- 1974 — Сколько той жизни / Ile jest życia
- 1975 — Директора / Dyrektorzy
- 1976 — Прокажённая / Trędowata
- 1977 — Солдаты свободы
- 1978 — Семья Поланецких / Rodzina Połanieckich (только в 7-й серии)
- 1987 — Лук Купидона / Łuk Erosa

## Признание
- Бронзовая медаль «За заслуги при защите страны» (1972).
- Медаль «30-летие Народной Польши» (1974).
- Золотой Крест Заслуги (1977).
- Медаль «40-летие Народной Польши» (1985).
- Кавалер Ордена Возрождения Польши (1985).
- Офицер Ордена Возрождения Польши (2000).
- Серебряная медаль «За заслуги в культуре Gloria Artis» (2009).
- Заслуженный деятель культуры Польши.